# Rá
Rá ou Ré (em egípcio: *ri:ʕu), no panteão do Antigo Egito, é o deus do Sol do Antigo Egito. No período da Quinta Dinastia se tornou uma das principais divindades da religião egípcia, identificado primordialmente com o sol do meio-dia. O principal centro de seu culto era a cidade de Heliópolis (chamada de Inun, "Local dos Pilares", em egípcio), onde era identificado com o deus solar local, Atum. Através de Atum, ou como Atum-Ra, também era visto como o primeiro ser, responsável pela egípcia Enéade, que consistia de Shu e Téfnis, Geb e Nut, Osíris, Seti, Ísis e Néftis.
Nos textos das pirâmides, Rá e Hórus são claramente distintos (por exemplo, Hórus remove para o sul do céu o trono de Rá), mas 
em dinastias posteriores Rá foi fundido com o deus Hórus, formando Rá-Horaqueti ("Rá, que é o Hórus dos Dois Horizontes"), e acreditava-se que era soberano de todas as partes do mundo criado (o céu, a terra e o mundo inferior.) É associado com o falcão ou o gavião. No Império Novo o deus Amom se tornou proeminente, após fundir-se com Rá e formar Amom-Rá.
Durante o Período de Amarna, Aquenáton modificou o culto de Rá para Aton, outra versão da divindade solar, porém com a sua morte o culto tradicional de Rá foi restaurado. 
O culto do touro Mnévis, uma encarnação de Rá, também teve seu centro em Heliópolis, onde existia um cemitério oficial para os touros sacrificados. 
A partir do fim do Império Antigo, os faraós proclamaram-se ‘filhos de Rá’, aumentando ainda mais a adoração dos egípcios ao deus Rá.

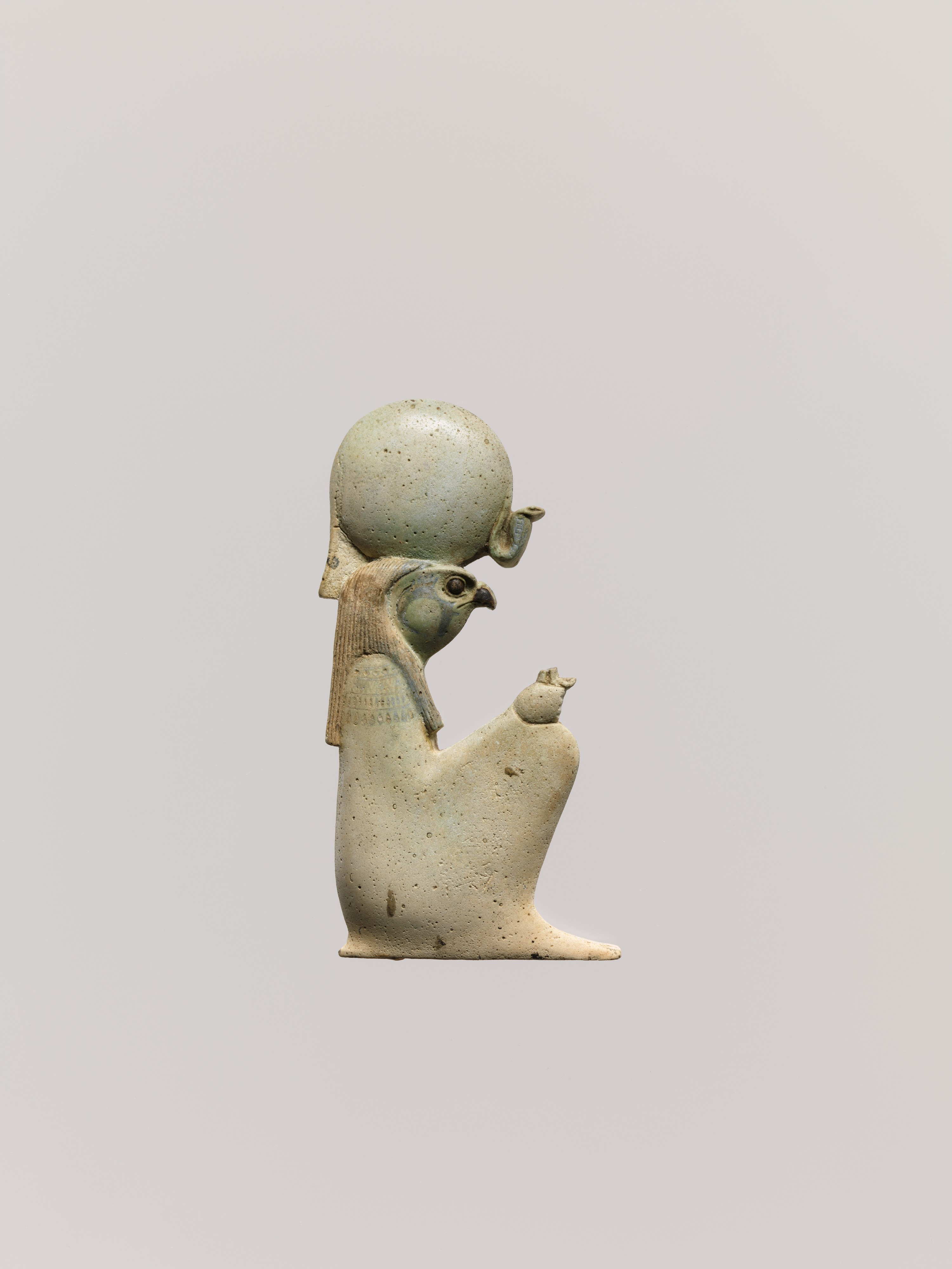
Na mitologia egípcia, Rá é retratado por um falcão (ou um homem com cabeça de falcão), sendo provavelmente um falcão-lanário ou um falcão-peregrino.

## Iconografia

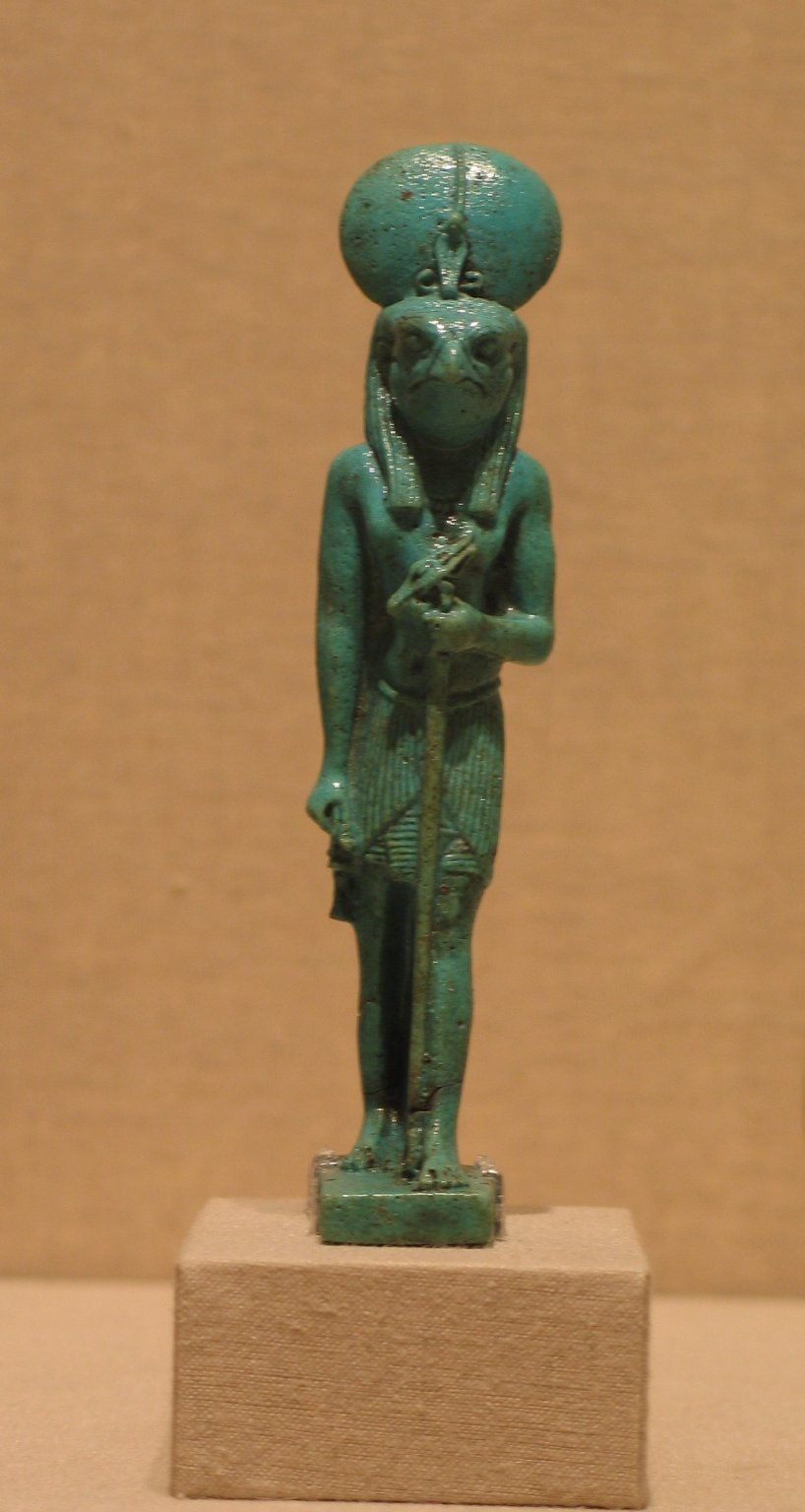
Figura de Ra-Horakhty, 3rd century bc

Rá foi representado de várias formas. A forma mais comum era um homem com a cabeça de um falcão e um disco solar no topo e uma serpente enrolada ao redor do disco. Outras formas comuns são um homem com a cabeça de um besouro em sua forma como Khepri, ou um homem com a cabeça de um carneiro. 
Ra também foi retratado como carneiro, besouro, fênix, garça-real, serpente, touro, gato ou leão, entre outros. Ele era mais comumente caracterizado como sendo a cabeça de um carneiro no mundo dos mortos. Desta forma, Ra é descrito como sendo o "carneiro do oeste" ou ″carneiro encarregado de seu harém″.
Em alguns livros, Ra é descrito como um rei envelhecido com carne dourada, ossos de prata e cabelos de cor azul-lápis.